# 放射狀膠質細胞

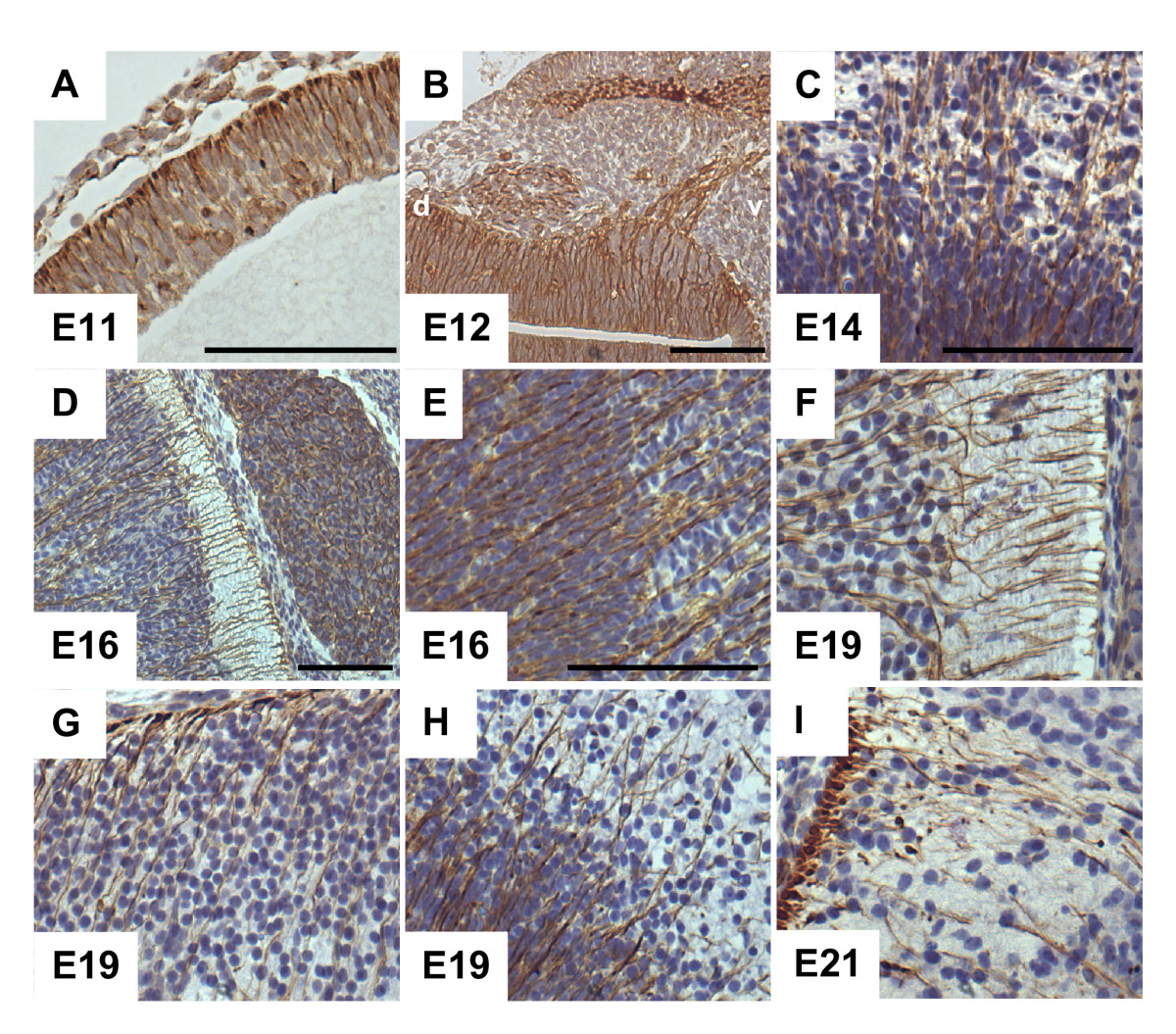
Kirsch et al., 2008.

放射狀膠質細胞（Radial glial cells），又稱伯格曼膠質細胞（Bergmann glia cell），為神經膠質細胞的一種。

## 特徵
「放射狀膠質細胞」一詞描述了此種細胞的兩大特徵：自腦室區延伸至軟腦膜之放射狀突出物，以及若干膠質細胞的特性，例如細胞內的肝糖顆粒以及星狀細胞特異性的麩胺酸運輸蛋白或膠質纖維酸性蛋白(GFAP)。

## 功能
放射狀膠質細胞在發育中的中樞神經系統中居要角，扮演引導神經元遷移的角色。最近的證據顯示，放射狀膠質細胞為神經新生中主要的前驅細胞。放射狀膠質細胞會在神經新生的過程中持續進行細胞分裂，並衍生出大腦皮質中大多數的突出神經元(projection neuron)。

## 文獻
- Hartfuss E, Forster E, Bock HH, Hack MA, Leprince P, Luque JM, Herz J, Frotscher M, Gotz M. (2003) Reelin signaling directly affects radial glia morphology and biochemical maturation. Development 130(19):4597-609. PMID 12925587